# Gouvernement Cvetković
République de Serbie
Koštunica II Dačić
Le gouvernement Cvetković (en serbe : Влада Мирка Цветковића) est le gouvernement de la république de Serbie entre le 7 juillet 2008 et le 27 juillet 2012, durant la huitième législature de l'Assemblée nationale.

## Historique du mandat
Dirigé par le nouveau président du gouvernement indépendant Mirko Cvetković, précédemment ministre des Finances, ce gouvernement est constitué par une coalition entre le Parti démocrate (DS), G17 Plus (G17+), le Parti socialiste de Serbie (SPS), le Parti des retraités unis de Serbie (PUPS), le Parti démocratique du Sandžak (SDP), le Mouvement serbe du renouveau (SPO) et le Parti d'action démocratique du Sandžak (SDAS). Ensemble ils disposent de 110 députés sur 250, soit 44 % des sièges de l'Assemblée nationale. Il bénéficie du soutien sans participation de huit autres partis politiques. Ensemble, ils disposent de 19 députés sur 250, soit 7,6 % des sièges de l'Assemblée nationale.
Il est formé à la suite des élections législatives anticipées du 11 mai 2008.
Il succède donc au second gouvernement du conservateur Vojislav Koštunica, au pouvoir depuis mars 2004, constitué et soutenu par une coalition entre le Parti démocrate de Serbie (DSS), le DS, Nouvelle Serbie (NS) et G17+.
Au cours du scrutin, la coalition électorale formée autour du DS est en tête devant les nationalistes radicaux du SRS mais ne dispose que d'une majorité relative. L'alliance constituée par le DSS est pour sa part en troisième position, juste devant celle du SPS. Le maintien au pouvoir de Koštunica se révèle alors impossible, étant donné sa faiblesse parlementaire.
Le 27 juin, le président de la République Boris Tadić, issu du Parti démocrate, invite le ministre des Finances Mirko Cvetković, sans étiquette et proposé par le DS, à former un gouvernement. Il conclut un accord avec la coalition emmenée par le Parti socialiste. Il remporte le vote de confiance à l'Assemblée nationale le 7 juillet par 127 voix pour et 27 voix contre.
Après plusieurs semaines de désaccords entre Cvetković et les ministres du G17+, dont deux ont remis leur démission, un important remaniement ministériel est orchestré le 14 mars 2011. Cette restructuration gouvernementale est approuvée par les députés, par 129 suffrages favorables.
Au cours des élections législatives du 6 mai 2012, l'alliance formée par le nouveau Parti progressiste serbe (SNS) remporte une majorité relative et la première place parmi les forces politiques. Elle s'associe alors avec le SPS, ce qui permet au chef de ce dernier Ivica Dačić de former son propre gouvernement.

## Composition

### Initiale (7 juillet 2008)
| Fonction                                                                                | Titulaire | Titulaire                                  | Parti |
| --------------------------------------------------------------------------------------- | --------- | ------------------------------------------ | ----- |
| Président du gouvernement                                                               |           | Mirko Cvetković                            | Sans  |
| Premier vice-président du gouvernement Ministre de l'Intérieur                          |           | Ivica Dačić                                | SPS   |
| Vice-président du gouvernement Ministre de la Science et du Développement technologique |           | Božidar Đelić                              | DS    |
| Vice-président du gouvernement Ministre de l'Économie et du Développement régional      |           | Mlađan Dinkić (jusqu'au 22/02/2011)        | G17+  |
| Vice-président du gouvernement                                                          |           | Jovan Krkobabić                            | PUPS  |
| Ministre des Affaires étrangères                                                        |           | Vuk Jeremić                                | DS    |
| Ministre de la Défense                                                                  |           | Dragan Šutanovac                           | DS    |
| Ministre des Finances                                                                   |           | Diana Dragutinović                         | DS    |
| Ministre de la Justice                                                                  |           | Snežana Malović                            | DS    |
| Ministre de l'Agriculture, des Forêts et des Eaux                                       |           | Saša Dragin                                | DS    |
| Ministre des Mines et de l'Énergie                                                      |           | Petar Škundić                              | SPS   |
| Ministre des Infrastructures                                                            |           | Milutin Mrkonjić                           | SPS   |
| Ministre des Administrations publiques et des Affaires locales                          |           | Milan Marković                             | DS    |
| Ministre du Commerce et des Services                                                    |           | Slobodan Milosavljević                     | DS    |
| Ministre de l'Éducation                                                                 |           | Žarko Obradović                            | SPS   |
| Ministre de la Jeunesse et des Sports                                                   |           | Snežana Samardžić-Marković                 | G17+  |
| Ministre de la Santé                                                                    |           | Tomica Milosavljević (jusqu'au 28/01/2011) | G17+  |
| Ministre des Télécommunications et de la Société de l'information                       |           | Jasna Matić                                | G17+  |
| Ministre du Travail et de la Politique sociale                                          |           | Rasim Ljajić                               | SDP   |
| Ministre de la Protection de l'environnement et de l'Aménagement du territoire          |           | Oliver Dulić                               | DS    |
| Ministre de la Culture                                                                  |           | Nebojša Bradić                             | G17+  |
| Ministre du Plan national d'investissement                                              |           | Verica Kalanović (jusqu'au 22/02/2011)     | G17+  |
| Ministre du Kosovo-et-Métochie                                                          |           | Goran Bogdanović                           | DS    |
| Ministre des Affaires religieuses                                                       |           | Bogoljub Šijaković                         | DS    |
| Ministre de la Diaspora                                                                 |           | Srđan Srećković                            | SPO   |
| Ministre des Droits de l'homme et des minorités                                         |           | Svetozar Ćiplić                            | DS    |
| Ministre sans portefeuille                                                              |           | Sulejman Ugljanin                          | SDAS  |

### Remaniement du14 mars 2011
- Les nouveaux ministres sont indiqués en gras, ceux ayant changé d'attributions en italique.

| Fonction                                                                                               | Titulaire | Titulaire                           | Parti |
| --- | --------- | ----------------------------------- | ----- |
| Président du gouvernement Ministre des Finances                                                        |           | Mirko Cvetković                     | Sans  |
| Premier vice-président du gouvernement Ministre de l'Intérieur                                         |           | Ivica Dačić                         | SPS   |
| Vice-président du gouvernement                                                                         |           | Božidar Đelić (jusqu'au 09/12/2011) | DS    |
| Vice-président du gouvernement                                                                         |           | Verica Kalanović                    | G17+  |
| Vice-président du gouvernement                                                                         |           | Jovan Krkobabić                     | PUPS  |
| Ministre des Affaires étrangères                                                                       |           | Vuk Jeremić                         | DS    |
| Ministre de la Défense                                                                                 |           | Dragan Šutanovac                    | DS    |
| Ministre de la Justice                                                                                 |           | Snežana Malović                     | DS    |
| Ministre de l'Agriculture, des Forêts et des Eaux                                                      |           | Dušan Petrović                      | DS    |
| Ministre de l'Économie et du Développement régional                                                    |           | Nebojša Ćirić                       | G17+  |
| Ministre de la Protection de l'environnement, des Mines et de l'Aménagement du territoire              |           | Oliver Dulić                        | DS    |
| Ministre des Infrastructures et de l'Énergie                                                           |           | Milutin Mrkonjić                    | SPS   |
| Ministre des Droits de l'homme et des minorités, des Administrations publiques et des Affaires locales |           | Milan Marković                      | DS    |
| Ministre de l'Éducation et de la Science                                                               |           | Žarko Obradović                     | SPS   |
| Ministre de la Jeunesse et des Sports                                                                  |           | Snežana Samardžić-Marković          | G17+  |
| Ministre de la Santé                                                                                   |           | Zoran Stanković                     | G17+  |
| Ministre de la Culture, des Médias et de la Société de l'information                                   |           | Predrag Marković                    | G17+  |
| Ministre du Travail et de la Politique sociale                                                         |           | Rasim Ljajić                        | SDP   |
| Ministre du Kosovo-et-Métochie                                                                         |           | Goran Bogdanović                    | DS    |
| Ministre des Affaires religieuses et de la Diaspora                                                    |           | Srđan Srećković                     | SPO   |
| Ministre sans portefeuille                                                                             |           | Sulejman Ugljanin                   | SDAS  |